# Torleya major
Torleya major is een haft uit de familie Ephemerellidae. De wetenschappelijke naam van de soort is voor het eerst geldig gepubliceerd in 1905 door Klapálek.
De soort komt voor in het Palearctisch gebied.